# Muriel Cabaret
Pour les articles homonymes, voir Cabaret (homonymie).
Muriel Cabaret est une femme politique française, née le 9 mars 1955 dans le 6e arrondissement de Paris. 

## Biographie
Membre du Parti socialiste, elle est conseillère régionale des Pays de la Loire de 2010 à 2015 puis sénatrice de la Sarthe de juin à septembre 2020.
Elle est conseillère municipale du Mans depuis 2020 et candidate du PS - face à Marietta Karamanli la députée sortante de la NUPES - pour les élections législatives de juin 2022 dans la 2ème circonscription de la Sarthe.